# Peregrine Racing
Le Peregrine Racing est une écurie de sport automobile américaine fondée en 2018. Cette écurie a été fondée par Sameer Gandhi et Mark Siegel qui ont acheté les actifs,. Elle fait participer des voitures de Grand tourisme dans des championnats tels que le Michelin Pilot Challenge, le GT4 America Series (en) et le WeatherTech SportsCar Championship.
Elle a remporté le championnat écurie Michelin Pilot Challenge en 2019 dans la catégorie Grand Sport.

## Histoire

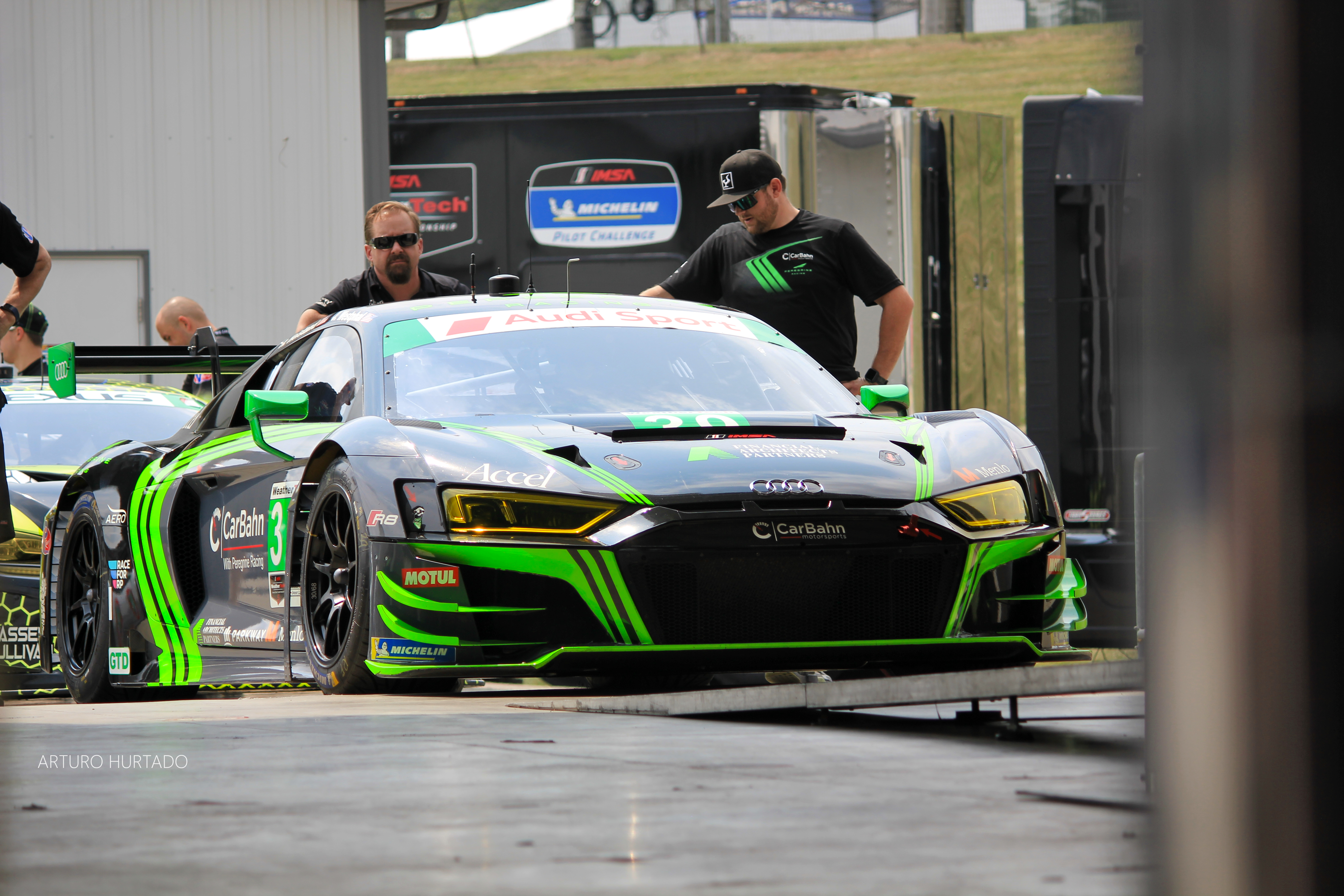
L'Audi R8 LMS GT4 Evo de l'écurie Peregrine Racing lors du Road Race Showcase 2021

En 2021, Comme la saison précédente, le Peregrine Racing s'était engagé dans le championnat Michelin Pilot Challenge où elle avait fait courir une Audi R8 LMS GT4 Evo. En fonction des manches, la voiture avait été confiée aux pilotes américains Tom Dyer, Tyler McQuarrie, Mark Siegel, Sameer Gandhi ou Nolan Siegel (en). L'écurie Peregrine Racing s'était également engagée pour la première fois dans le championnat WeatherTech SportsCar Championship en y inscrivant une Audi R8 LMS Evo. Originellement cet engagement concernant seulement les manches sprint du championnat et la voiture avait été confiée aux pilotes américains Richard Heistand (de) et Jeff Westphal. Finalement, la voiture avait également participée à une manche endurance du championnat lors des 6 Heures de Watkins Glen où le pilote américain Tyler McQuarrie avait rejoint l'écurie. Autre nouveauté pour cette saison, la participation de l'écurie dans le championnat GT4 America Series (en). Elle avait fait courir une Audi R8 LMS GT4 Evo qui avait participé à 6 manches du championnat. En fonction de celles-ci, elle avait été confiée aux pilotes américains Tom Dyer, Mark Siegel, Tyler McQuarrie et Sameer Ghandi. 
En 2022, l'écurie Peregrine Racing avait poursuivie son engagement dans le championnat WeatherTech SportsCar Championship. Par rapport à la saison précédente, l'écurie s'était engagée pour l'intégralité et avait changer de voiture pour passer à la Lamborghini Huracán GT3 Evo. Elle avait été confiée aux pilotes américains Robert Megennis, Jeff Westphal et Corey Lewis et au pilote britannique Sandy Mitchell (en).

## Résultats en compétition automobile

### Résultats enWeatherTech SportsCar Championship
| Année | Classe | no | Voiture                     | Pneus | 1   | 2   | 3   | 4     | 5      | 6     | 7     | 8     | 9      | 10    | 11    | 12    | 13  | Total | Pos. |
| ----- | ------ | -- | --------------------------- | ----- | --- | --- | --- | ----- | ------ | ----- | ----- | ----- | ------ | ----- | ----- | ----- | --- | ----- | ---- |
| 2021  | GTD    | 39 | Audi R8 LMS Evo             | M     | DAY | DAY | SEB | MOH 7 | BEL 12 | WGL 9 | WGL 4 | LIM 6 | ELK 10 | LGA 7 | LBH 5 | VIR 7 |     | 1817  | 2092 |
| 2021  | GTD    | 39 | Audi R8 LMS Evo             | M     | Q   | C   | SEB | MOH 7 | BEL 12 | WGL 9 | WGL 4 | LIM 6 | ELK 10 | LGA 7 | LBH 5 | VIR 7 |     | 1817  | 2092 |
| 2022  | GTD    | 39 | Lamborghini Huracán GT3 Evo | M     | DAY | DAY | SEB | LBH   | LGA    | MOH   | BEL   | WGL   | MOS    | LIM   | ELK   | VIR   | ATL |       |      |
| 2022  | GTD    | 39 | Lamborghini Huracán GT3 Evo | M     | Q   | C   | SEB | LBH   | LGA    | MOH   | BEL   | WGL   | MOS    | LIM   | ELK   | VIR   | ATL |       |      |

## Pilotes
- Tom Dyer (2019-2022)
- Sameer Ghandi (2019-2022)
- Richard Heistand (de) (2021)
- Corey Lewis (2022)
- Tyler McQuarrie (2018-2022)
- Robert Megennis (2022)
- Sandy Mitchell (en) (2022)
- Nolan Siegel (en) (2021)
- Mark Siegel (2018-2022)
- Jeff Westphal (2018-2022)